# Stowarzyszenie Przyjaciół ZSRR
Stowarzyszenie Przyjaciół ZSRR (SP ZSRR) – konspiracyjna organizacja, utworzona latem 1941 r. przez warszawskich działaczy komunistycznych pod przewodnictwem Józefa Balcerzaka.
Początkowo nosiła nazwę Towarzystwo Przyjaciół ZSRR, a jej założycielami byli żoliborscy działacze komunistyczni znani jako „piątka żoliborska”: Józef Balcerzak, Antonina Sokolicz, Piotr Gruszczyński, Kazimierz Grodecki i Edward Bonisławski. W marcu 1940 r. grupa ta rozpoczęła wydawanie Biuletynu Radiowego „Wieści ze świata”, którego nazwę po roku zmieniono na „Stowarzyszenie Przyjaciół ZSRR”. Wiosną 1941 r. powołano centralne kierownictwo i organizację wojskową pod nazwą Gwardia Robotnicza. Latem 1941 r. między kierownictwami Stowarzyszenia Przyjaciół ZSRR i Grupą Biuletynu Radiowego (pierwszym głównie robotniczym i drugim inteligenckim) rozpoczęły się rozmowy mające na celu utworzenie wspólnej organizacji. Rozmowy te jednak z różnych przyczyn (ideowych i personalnych) nie były uwieńczone powodzeniem. Z uwagi na fakt, że zainteresowanie działalnością Stowarzyszenia rosło, od sierpnia 1941 r. rozpoczęto wydawanie pisma „Do Zwycięstwa” (redagowanego przez Antoninę Sokolicz i Józefa Balcerzaka). Fala aresztowań w październiku 1941 r. objęła m.in. Józefa Balcerzaka, Antoniego Jędrzejczyka, Piotra Gruszczyńskiego i Bronisława Gajewskiego, co spowodowało rozbicie organizacji. Taki stan rzeczy sprawił, że w styczniu 1942 r. pozostali działacze stowarzyszenia wstąpili w szeregi Polskiej Partii Robotniczej.